# Rich Niemann
Richard W. "Rich" Niemann (San Luis, Misuri, 2 de julio de 1946) es un exjugador de baloncesto estadounidense que disputó dos temporadas en la NBA y otras tres en la ABA. Con 2,13 metros de estatura, jugaba en la posición de pívot.

## Trayectoria deportiva

### Universidad
Jugó durante tres temporadas con los Billikens de la Universidad de St. Louis, en las que promedió 14,3 puntos y 10,9 rebotes por partido. En sus dos últimas campañas fue incluido en el mejor quinteto de la Missouri Valley Conference.

### Profesional
Fue elegido en la cuadragésimo segunda posición del Draft de la NBA de 1968 por Detroit Pistons, y también por los Indiana Pacers en el Draft de la ABA, fichando por los primeros. Tras 16 partidos disputados, en los que promedió 3,0 puntos y 2,6 rebotes, fue traspasado a los Milwaukee Bucks a cambio de Dave Gambee.
Tras no tener suerte tampoco en los Bucks, en 1969 ficha por Boston Celtics, pero únicamente disputa 6 partidos, anotando en total 6 puntos, antes de ser despedido. Continúa la temporada en los Carolina Cougars de la ABA, donde por fin disfruta de minutos de juego, terminando el año con unos promedios de 11,3 puntos y 8,9 rebotes por partido.
Jugaría dos temporadas más, en los The Floridians y en los Dallas Chaparrals antes de retirarse definitivamente.

## Estadísticas de su carrera en la NBA

### Temporada regular
| Temporada | Edad | Equipo            | Liga  | P   | TIT | MIN  | TC  | TCA | %TC  | 3P  | 3PA | %3P | TL  | TLA | %TL   | R.OF. | R.DEF. | REB | ASIS | ROB | TAP | PER | FP  | PTS  |
| 1968-69   | 22   | TOTAL             | NBA   | 34  |     | 8.0  | 1.3 | 3.1 | .415 |     |     |     | 0.6 | 0.7 | .760  |       |        | 2.9 | 0.5  |     |     |     | 1.8 | 3.1  |
| 1968-69   | 22   | Detroit Pistons   | NBA   | 16  |     | 7.7  | 1.3 | 2.9 | .426 |     |     |     | 0.5 | 0.6 | .800  |       |        | 2.6 | 0.6  |     |     |     | 1.9 | 3.0  |
| 1968-69   | 22   | Milwaukee Bucks   | NBA   | 18  |     | 8.3  | 1.3 | 3.3 | .407 |     |     |     | 0.6 | 0.8 | .733  |       |        | 3.3 | 0.4  |     |     |     | 1.7 | 3.3  |
| 1969-70   | 23   | TOTAL             | TOTAL | 69  |     | 21.5 | 4.2 | 8.8 | .474 | 0.0 | 0.0 |     | 2.1 | 2.8 | .737  | 2.5   | 5.8    | 8.2 | 1.3  |     |     | 2.0 | 3.3 | 10.4 |
| 1969-70   | 23   | Boston Celtics    | NBA   | 6   |     | 3.0  | 0.3 | 0.8 | .400 |     |     |     | 0.3 | 0.3 | 1.000 |       |        | 1.0 | 0.3  |     |     |     | 1.7 | 1.0  |
| 1969-70   | 23   | Carolina Cougars  | ABA   | 63  |     | 23.3 | 4.5 | 9.5 | .474 | 0.0 | 0.0 |     | 2.2 | 3.0 | .734  | 2.7   | 6.2    | 8.9 | 1.4  |     |     | 2.2 | 3.5 | 11.3 |
| 1970-71   | 24   | The Floridians    | ABA   | 51  |     | 12.6 | 2.4 | 4.7 | .502 | 0.0 | 0.0 |     | 0.8 | 1.2 | .717  | 1.5   | 3.5    | 5.0 | 0.6  |     |     | 1.1 | 2.7 | 5.6  |
| 1971-72   | 25   | Dallas Chaparrals | ABA   | 33  |     | 15.9 | 1.5 | 3.0 | .490 | 0.0 | 0.0 |     | 0.8 | 1.0 | .735  | 1.4   | 3.3    | 4.7 | 0.7  |     |     | 0.8 | 2.6 | 3.7  |
| Total     |      |                   | TOTAL | 187 |     | 15.6 | 2.7 | 5.6 | .476 | 0.0 | 0.0 |     | 1.2 | 1.7 | .735  | 2.0   | 4.6    | 5.8 | 0.8  |     |     | 1.5 | 2.7 | 6.6  |
|           |      |                   | ABA   | 147 |     | 17.9 | 3.1 | 6.4 | .483 | 0.0 | 0.0 |     | 1.4 | 1.9 | .731  | 2.0   | 4.6    | 6.6 | 1.0  |     |     | 1.5 | 3.0 | 7.6  |
|           |      |                   | NBA   | 40  |     | 7.3  | 1.2 | 2.8 | .414 |     |     |     | 0.5 | 0.7 | .778  |       |        | 2.7 | 0.5  |     |     |     | 1.8 | 2.8  |

### Playoffs
| Temp.   | Edad | Equipo           | Liga | P | MIN | TCA | TC | 3PA | 3P | TLA | TL | R.OF. | REB | ASIS | ROB | TAP | PER | FP | PTS | %TC  | %3P | %FT   | MIN  | PTS | REB | AST |
| 1969-70 | 23   | Carolina Cougars | ABA  | 4 | 51  | 6   | 16 | 0   | 0  | 3   | 3  |       | 12  |      |     |     |     |    | 15  | .375 |     | 1.000 | 12.8 | 3.8 | 3.0 |     |
| 1970-71 | 24   | The Floridians   | ABA  | 1 | 2   | 1   | 2  | 0   | 0  | 0   | 0  | 0     | 0   | 0    |     |     | 0   | 0  | 2   | .500 |     |       | 2.0  | 2.0 | 0.0 | 0.0 |
| Total   |      |                  | ABA  | 5 | 53  | 7   | 18 | 0   | 0  | 3   | 3  | 0     | 12  | 0    |     |     | 0   | 0  | 17  | .389 |     | 1.000 | 10.6 | 3.4 | 2.4 | 0.0 |